# Peter Stenlund
Karl Peter Stenlund, född 13 februari 1951 i Sideby, Finland, är en finländsk tjänsteman och diplomat. Han tjänstgjorde som statssekreterare för Finlands utrikesministerium 2014–2018.
Stenlund studerade statsvetenskap vid Helsingfors universitet (magister 1980). Mellan 1976 och 1981 arbetade han som chefredaktör för Svensk Presstjänst och 1981–1995 som Svenska folkpartiets partisekreterare.
Stenlund anställdes av utrikesministeriet 1995. Han arbetade som specialassistent för EU-ministern 1995, som chef för det nordiska samarbetssekretariatet och biträdande minister för samarbete 1996–1998 och som rådgivande officer 1998–2003. I utrikestjänsten har Stenlund arbetat som minister vid Finlands ambassad i Stockholm 2003–2005 och som Finlands ambassadör i Norge 2006–2010. Stenlund fungerade 2010–2014 som understatssekreterare för utrikesministeriets interna och externa tjänster.

## Utmärkelser
- Militärens förtjänstmedalj,  4 juni 1991[1]
- Riddartecknet av I klass av Finlands Vita Ros’ orden,  6 december 2002[2]
- Norska förtjänstordens storkors,  5 juni 2007[3]
- Kommendörstecknet av I klass av Finlands Lejons orden,  6 december 2011[2]
- Andra graden av Terra Mariana-korsets orden,  9 maj 2014[4]
- Kommendör med stjärna av Republiken Polens förtjänstorden,  30 mars 2015[5]
- Kommendörstecknet av I klass av Finlands Vita Ros’ orden,  1 februari 2018[2]
- Kommendör av Nordstjärneorden[6]

[Redigera Wikidata]